# Sainte-Marguerite-de-Carrouges
Sainte-Marguerite-de-Carrouges település Franciaországban, Orne megyében. Lakosainak száma 211 fő (2022. január 1.). Sainte-Marguerite-de-Carrouges Carrouges, Le Ménil-Scelleur, Sainte-Marie-la-Robert, Saint-Martin-l’Aiguillon és Saint-Sauveur-de-Carrouges községekkel határos.

## Népesség
A település népessége az elmúlt években az alábbi módon változott:
| Lakosok száma | 225  | 226  | 232  | 224  | 219  | 216  | 212  | 211  | 211  |
|               | 2013 | 2015 | 2016 | 2017 | 2018 | 2019 | 2020 | 2021 | 2022 |